# Homoranthus virgatus
Homoranthus virgatus är en myrtenväxtart som beskrevs av Allan Cunningham och Johannes Conrad Schauer. Homoranthus virgatus ingår i släktet Homoranthus och familjen myrtenväxter. Inga underarter finns listade i Catalogue of Life.